# Cléopâtre (alchimiste)
Pour les articles homonymes, voir Cléopâtre.
Cléopâtre ou Cléopâtre l'Alchimiste est une alchimiste et philosophe égyptienne. Elle procède à des expériences d'alchimie dans le but de produire la pierre philosophale. Elle est considérée comme l'inventrice de l'alambic moderne, un outil important pour le chimiste.
Les dates exactes de sa naissance et de sa mort sont inconnues, mais on sait qu'elle officiait à Alexandrie au IIIe  ou au  IVe siècle. Elle est associée à l'école d'alchimie représentée également par Marie la Juive et Comarius. Ces alchimistes utilisaient des équipements complexes pour la distillation et la sublimation.

## Identité et confusions

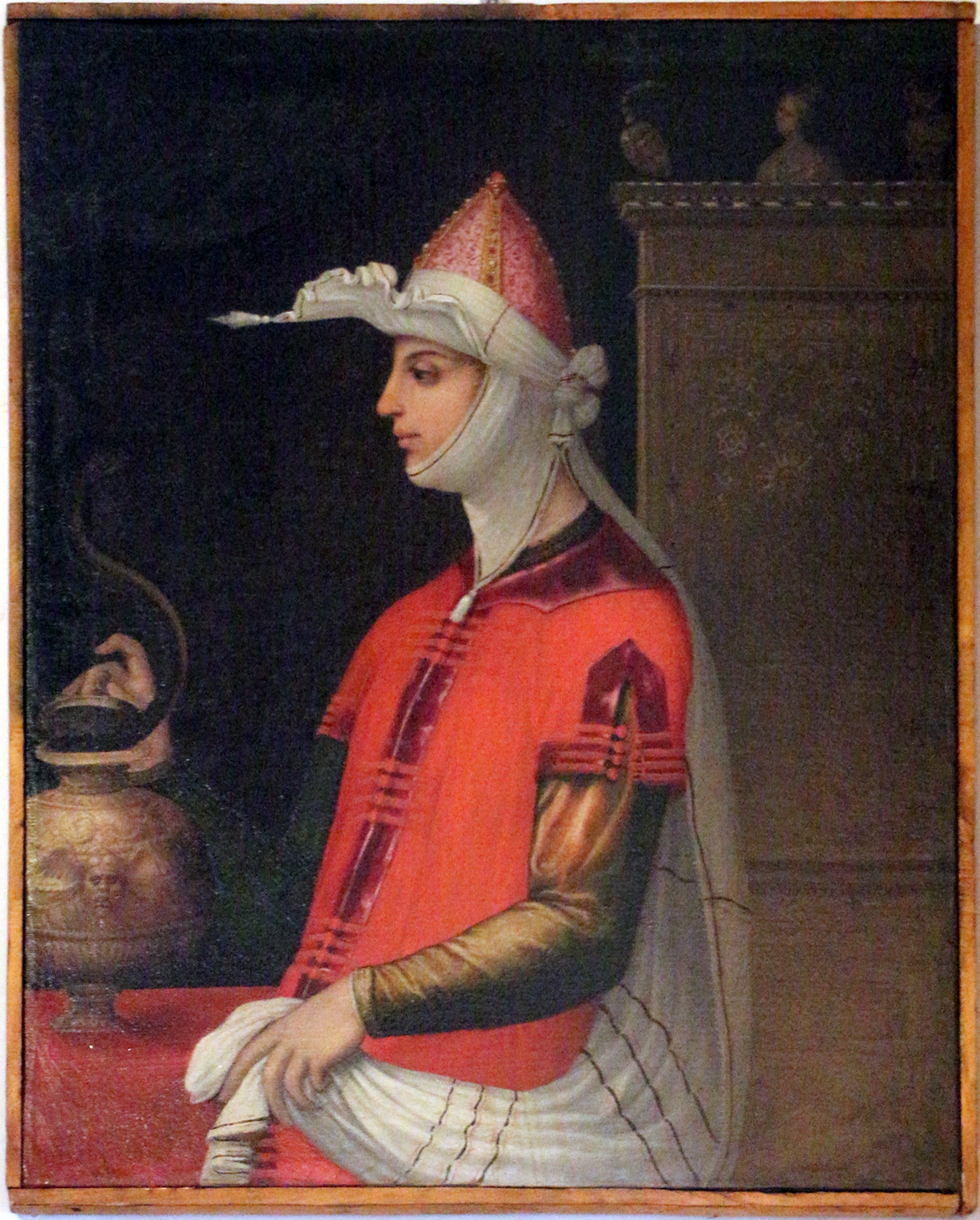
Cléopâtre l'Alchimiste par Lavinia Fontana vers 1585, ou en 1605.

Cléopâtre est un pseudonyme pour une autrice dont le nom réel est perdu. Elle n'est pas la même personne que Cléopâtre VII, mais quelques textes tardifs la désignent comme Cléopâtre reine d'Égypte. On en trouve un exemple dans le Basillica Philosophica de Johann Daniel Mylius (1618), où son sceau est représenté accompagné de la devise : « Le divin est caché du peuple selon la sagesse du Seigneur ». Cette mauvaise identification peut avoir été intentionnelle. Elle est aussi confondue avec une physicienne usant du même pseudonyme. Les deux auraient vécu à la même époque et usaient d'un style d'écriture similaire, très imagé.

## Contributions à l'alchimie
Cléopâtre est une figure importante dans l'histoire de l'alchimie, précédant Zosime de Panopolis. 
Michael Maier la cite comme étant l'une des quatre femmes ayant réussi à fabriquer la pierre philosophale, avec Marie la Juive, Madère et Taphnutia. Cléopâtre est citée et tenue en haute estime par l'encyclopédie arabe Kitab-al-Fihrist en 988. On lui attribue l'invention de l'alambic. Cherchant à quantifier les travaux, elle a travaillé sur les poids et mesures.
Trois texte alchimistes qui lui sont liés nous sont parvenus. Un texte intitulé un Dialogue entre Cléopâtre et les philosophes existe, mais ne peut lui être attribué avec certitude.
- Εκ των Κλεοπατρας περι μετρων και σταθμων. (Poids et mesures)
- Κλεοπατρης χρυσοποια (Chrysopée de Cléopâtre)
- Διαλογος φιλοσοφων και κλεοπατρας (Dialogue entre Cléopâtre et les philosophes)

La symbolique qu'elle utilise renvoie à la conception et à la naissance, à la transformation de la vie. L'alchimiste qui étudie son œuvre est comparé à une mère soignant son enfant,.

### Chrysopée de Cléopâtre
La Chrysopée est l'œuvre la plus reconnue de l'alchimiste, un simple papyrus contenant seulement des symboles et des dessins annotés, reportés ci-dessous. Une copie se trouve à l'Université de Leyde aux Pays-Bas Chrysopoeia se traduit par "fabrication de l'or".
Un exemple de représentation est le serpent mangeant sa propre queue, représentant le retour éternel, symbole appelé ouroboros : le cercle formé par le serpent est un emblème de l'unité du cosmos, ou de l'éternité, où le début et la fin sont confondus.
Toujours dans la Chrysopée se trouve une inscription dans un double anneau décrivant l'ouroboros:

« L'un est le serpent qui a son poison selon deux compositions, et Un est Tout et à travers elle est Tout, et par celui-ci est Tout, et si vous n'avez pas Tout, Tout est Rien. »

À l'intérieur de l'anneau sont inscrits les symboles pour l'or, l'argent et le mercure. On trouve aussi un dessin d'un « dibikos » et un instrument semblable à un kerotakis, deux appareils alchimiques. Un autre symbole est l'étoile à huit branches. On pense que ce dessin d'étoiles et les formes de croissant au-dessus d'eux sont une représentation picturale de la transformation du plomb en argent.

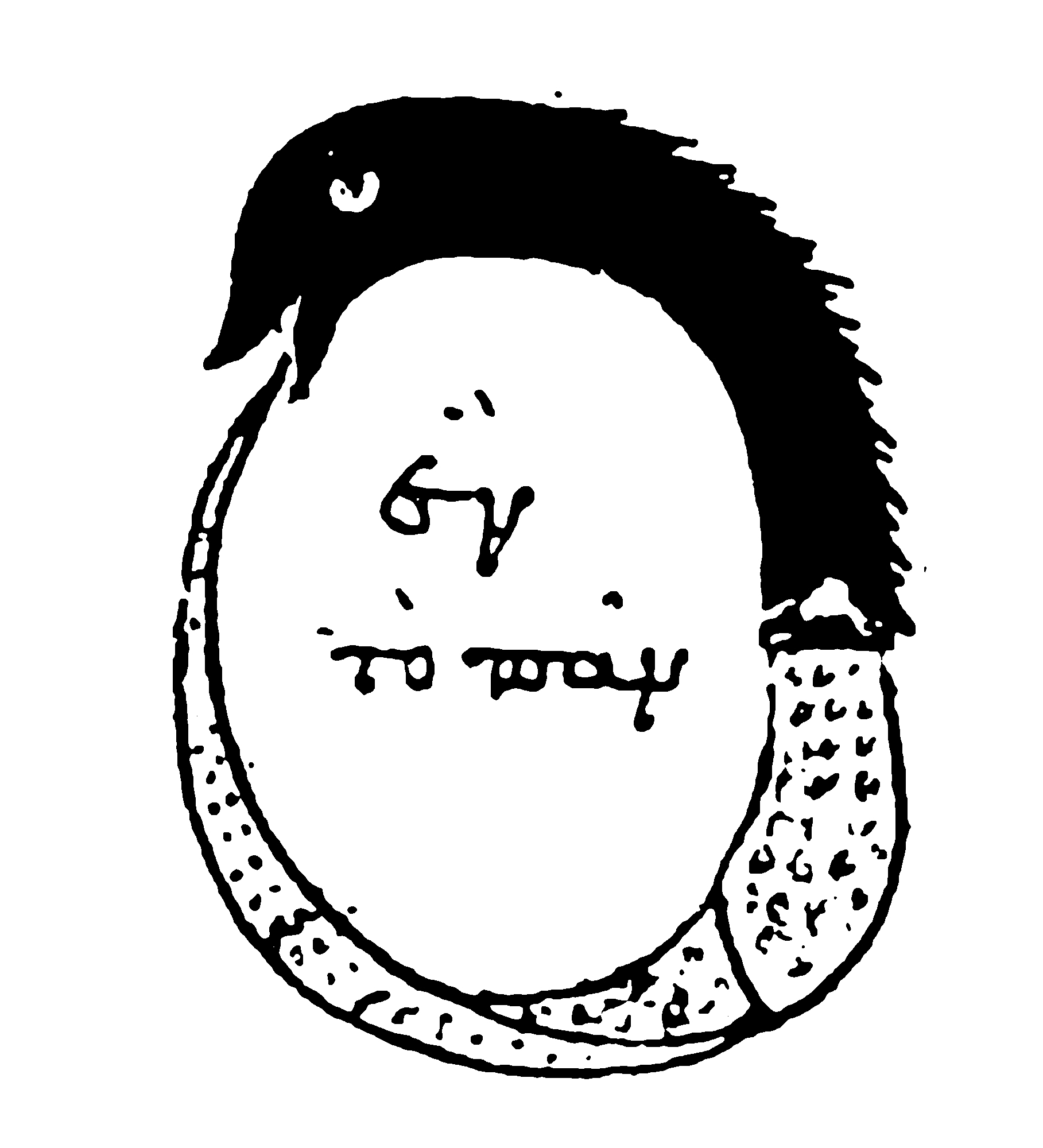
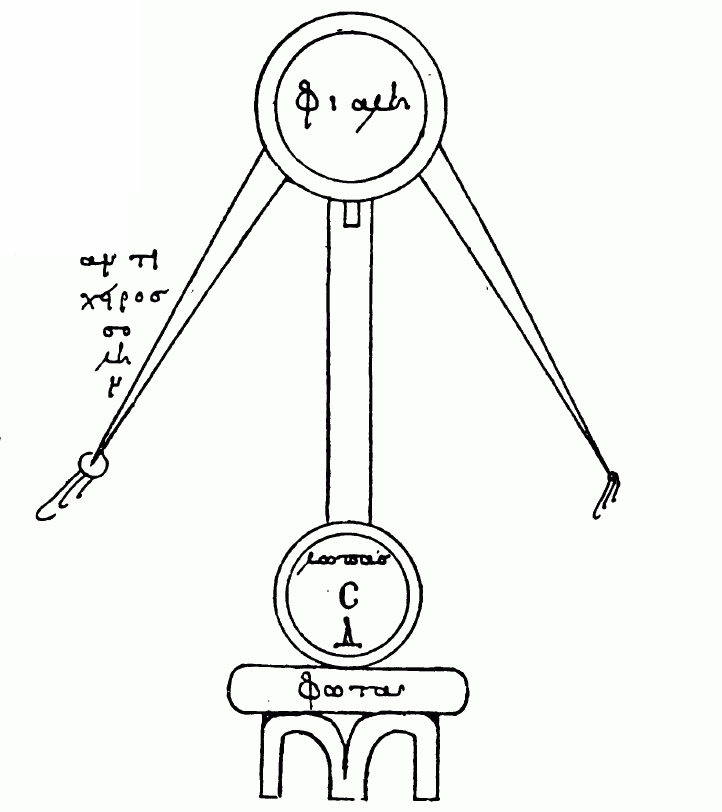
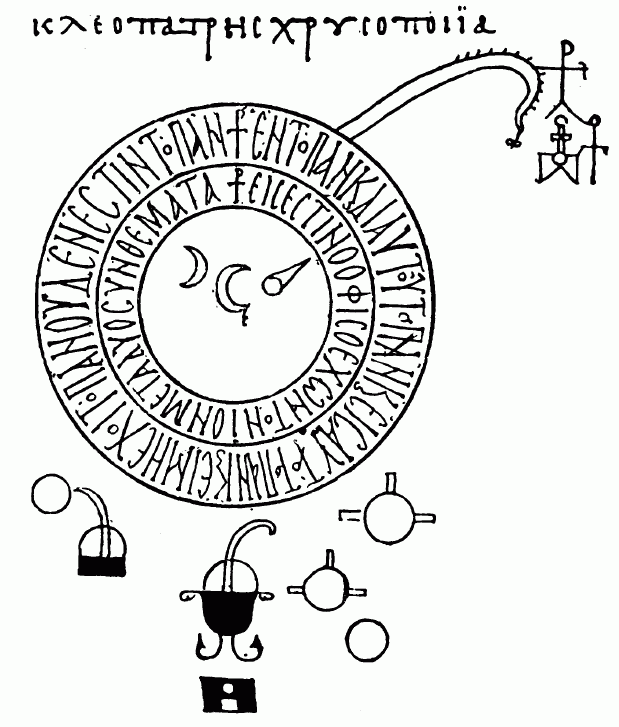
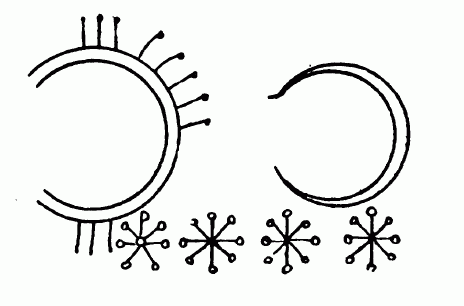